# Гальчинська сільська рада (Андрушівський район)
| Гальчинська сільська рада — колишня адміністративно-територіальна одиниця та орган місцевого самоврядування у Андрушівському і Попільнянському районах Житомирської і Бердичівської округ, Київської й Житомирської областей Української РСР та України з адміністративним центром у с. Гальчин. Сільській раді були підпорядковані населені пункти: - с. Гальчин Кількість населення ради, станом на 1923 рік, становила 2 405 осіб, кількість дворів — 514. |

Відповідно до перепису населення СРСР, станом на 17 грудня 1926 року, чисельність населення ради становила 2 660 осіб, з них, за статтю: чоловіків — 1 311, жінок — 1 349; етнічний склад: українців — 2 594, росіян — 16, євреїв — 48, поляків — 2. Кількість домогосподарств — 613.
Відповідно до результатів перепису населення СРСР, кількість населення ради, станом на 12 січня 1989 року, становила 2 158 осіб.
Станом на 5 грудня 2001 року, відповідно до перепису населення України, кількість мешканців сільської ради становила 2316 осіб.

## Склад ради
Рада складалася з 16 депутатів та голови.

## Керівний склад сільської ради
| ПІБ                      | Основні відомості                                                          | Дата обрання | Дата звільнення |
| ------------------------ | -------------------------------------------------------------------------- | ------------ | --------------- |
| Пасічник Леонід Іванович | Сільський голова , 1953 року народження, освіта, член народної партії      | 26.03.2006   | 31.10.2010      |
| Сушко Михайло Григорович | Сільський голова , 1968 року народження, освіта вища, член народної партії | 18.09.2011   |                 |

Примітка: таблиця складена за даними джерела

## Історія
Створена 1923 року в с. Гальчин Андрушівської волості Житомирського повіту Волинської губернії. Станом на 17 грудня 1926 року на обліку числяться хутори Загуйва та Запольщина, котрі, на 1 жовтня 1941 року, не перебувають на обліку населених пунктів.
Станом на 1 вересня 1946 року та 1 січня 1972 року сільська рада входила до складу Андрушівського району Житомирської області, на обліку в раді перебувало с. Гальчин.
Ліквідована 17 липня 2020 року, відповідно до розпорядження Кабінету Міністрів України № 711-р від 12 червня 2020 року «Про визначення адміністративних центрів та затвердження територій територіальних громад Житомирської області», територію та населені пункти включено до складу Андрушівської міської територіальної громади Бердичівського району Житомирської області.
Входила до складу Андрушівського (7.03.1923 р., 4.01.1965 р.) та Попільнянського (30.12.1962 р.) районів.